# Gospodarstvo Bosne i Hercegovine
Prema procjenama iz 2003. godine BDP iznosi otprilike 24.31 milijardi $, a rastao je 3,5% godišnje. BDP per capita prema paritetu kupovne moći iznosi 6.100 $. Prema sektorima, 13% BDP-a otpada na primarni sektor (poljoprivreda), 40.9% na sekundarni sektor (industrija), a 46.1% pripada uslužnim djelatnostima. 40% radne snage je nezaposleno. Prema tome, izražen je velik udio sekundarnog sektora u ukupnom gospodarstvu.

## Obilježja gospodarstva
Poslije Makedonije, Bosna i Hercegovina bila je najnerazvijenija država u socijalističkoj Jugoslaviji. Poljoprivreda je uglavnom bila u privatnim rukama, ali posjedi su bili mali i neprofitabilni, dok se hrana uglavnom uvozila. I danas se vide posljedice centralnog planiranja privrede, a glavna je nevolja prevelik broj radnika u industriji. Za vrijeme socijalizma u BiH je forsirana teška i vojna industrija, pa je republika imala velik dio jugoslavenskih vojnih postrojenja. Naravno, najviše štete u gospodarstvu je napravio rat koji se vodio od 1992. – 1995. godine. Tri godine ratovanja uništile su gospodarstvo i infrastrukturu Bosne i Hercegovine, pa je proizvodnja pala za 80%. Nakon 1995., proizvodnja se malo oporavila 1996. – 1998., ali se rast znatno usporio 1999. godine. BDP je i dalje daleko ispod razine koje bio 1990. godine. Nezaposlenost je 2002. godine iznosila 40%, a stanje u gospodarstvu je vrlo teško. Kako oba entita obavljavaju svoje statistike, statistike za cijelu državu su ograničene. Siva ekonomija je vrlo prisutna u cijeloj zemlji i u svim segmentima društva. Zeničko-Sarajevska regija danas je najrazvijenija regija.

## Gospodarske aktivnosti
U nizinskim dijelovima uzgajaju se žitarice (pšenica i kukuruz), duhan, krumpir, šljive, jabuke i ostalo voće i povrće. Razvijeno je govedarstvo i svinjogojstvo, ovčarstvo i proizvodnja sira. Bosna i Hercegovina ima velik energetski potencijal te se tu ističu brojne hidroelektrane na Neretvi i Vrbasu. 
Hrvatska je bila veliki ulagač u energetski sustav Bosne i Hercegovine. Dugovi prema Hrvatskoj nagomilali su se 2009. i HEP je potraživao trećinu (1/3) struje proizvedene u BiH.
HEP i Elektroprivreda Republike Srpske spore se zbog HE Dubrovnik. Dio je sustava tri hidroelektrane, uz HE Trebinje 1 i HE Trebinje na hercegovačkoj rijeci Trebišnjici. HE Dubrovnik je na području Hrvatske, a akumulacijski potencijali u jezeru Bileća i dio infrastrukture je u BiH. Moguće rješenja su arbitraža pred međunarodnim sudom, u HEP-u su se neko vrijeme bavili mišlju da prodaju dug EPS-a, ali tu su prijašnji načelni dogovori o podjeli proizvedene struje iz buduće HE Dubrovnik 2 čime bi se prebila HEP-ova dugovanja.
U Bosni i Hercegovini važnu ulogu imaju termoelektrane. Velike novce Hrvatska elektroprivreda uložila je radi potreba svog gospodarstva u termoelektrane u BiH, posebno 80-tih godina 20.st., a zbog politike SFRJ početkom osamdesetih godina koja je obvezala razvijene republike ulagati bespovratno sredstva u nerazvijene, tako i u BiH. Hrvatskoj se dopustila mogućnost uložiti sredstva u elektrane umjesto u Fond, Stoga je 1986. s Elektroprivredom BiH zaključila "Samoupravni sporazum o udruživanju sredstava radi zajedničke izgradnje Rudnika i TE Gacko". Slično je uložila i u termoelektrane Kakanj i Tuzla. Svojedobno je u TE Tuzla, TE Kakanj i TE Gacko u BiH i TE Obrenovac u Srbiji uložila oko milijardu eura. Na osnovu svojedobnih svojedobnih ulaganja u TE Tuzla i TE Kakanj, HEP-a je ožujka 2003. s Elektroprivredom Bosne i Hercegovine. postigao sporazum da će tijekom šest godina Hrvatskoj biti isporučeno 5,22 milijarde kWh. Hrvatska ima pravo preuzeti, kao što je to uostalom bilo i 1990. godine, zbog istovrsnih ulaganja u TE Gacko, danas u vlasništvu Republike Srpske, te TE Obrenovac u Srbiji, oko 3,5 milijardi kwH godišnje. Dugo nije bilo poznato hoće li se i kada Hrvatska ishoditi taj dio duga.
Hrvatska je zbog tih ulaganja morala dobivati struju po povoljnijim uvjetima, što bi znatno poboljšavalo hrvatsku energetsku bilancu. Središnje vlasti u Zagrebu nikako nisu potezale to pitanje, nego su se uvijek očitovale riječima da je to stvar sukcesije. S obzirom na to da je umro Božo Marendić, ekspert za tu problematiku, iz Hrvatske se više nitko više ozbiljno i sustavno bavio sukcesijom, zbog čega dio imovine koju međusobno potražuju Hrvatska i druge susjedne države nije vraćen vlasnicima, a Bosna i Hercegovina dugo se bez naknade služila plodovima hrvatskih investicija teških preko milijarde njemačkih maraka.  HEP je sufinancirao izgradnju TE Gacko 80-tih godina. 2014. HEP od Elektroprivrede Republike Srpske (ERS-a) potražuje udjel u proizvedenoj električnoj energiji TE Gacko vrijedan oko 200 milijuna eura. HEP je potraživoa 2014. i oko 11 tWh električne energije proizvedene u Gacku. EPS ne poriče dug, no ustraju da je pitanje sukcesijske mase te da se u sklopu pregovora o sukcesiji treba pregovarati na državnoj razini.
Sredinom 1980-ih godina enormno su porasli kapaciteti industrije u Tuzli. Početni planovi predviđali su utrostručenje proizvodnje struje u TE Tuzla, najvećem energetskom objektu SRBiH. Elektroprivreda BiH i Hrvatska elektroprivreda uključili su se kao glavni ulagači u projekt izgradnje novih blokova TE Tuzla (2000 zaposlenih) i Ugljevik (800 zaposlenih).
Suinvestitor je trebao biti i SOUR Titovi rudnici uglja, financijski dio plana pokrivala je Osnovna banka Tuzla, uzelo se ogromne kredite za nabavu opreme iz Čehoslovačke. Inflacija je izjedala novac, RO Kreka je proizvodila ugljen, prispijevali su krediti, a na zalihama se gomilao ugljen proizveden pojačanim vađenjem, jer ga nije imao tko otkupiti. HEP se povukao iz projekta, Elektroprivreda BiH nije mogla sama. RO Kreka je došla u stečaj zbog niza tegoba, ali Markovićevom reformom javila se nada i restrukturirana kompanija počela je dostizati europsku razinu produktivnosti proizvodnje. Rat je ipak učinio svoje. Elektroprivreda BiH upustila se u projekt proširenja TE Tuzla i izgradnje TE Banovići. Propala BiH nije mogla sama platiti projekt i tu su kao ulagači ušli Kinezi, jer nitko drugi nije htio investirati u izgradnju termoelektrana. Oko TE Gacko sporazum nije postignut do 2017. te su u svibnju iz HEP-a poslali zahtjev za mirnim rješenjem spora i obavijest o namjeri pokretanja arbitražnog spora zbog povrjeda stečenih prava u svezi s prijeratnim ulaganjem u termoelektranu (TE) Gacko. Najavili su iz HEP-a da ako u sljedećih pola godine ne dođe do dogovora između ulagača u BiH - HEP-a i države BiH, da imaju pravo pokretanja postupka pri Međunarodnom centru za rješavanje ulagačkih sporova (ICSID). Zahtjev je poslan sukladno pravilima propisanim međunarodnim ugovorom Energetskom poveljom, čije su potpisnice i RH i BiH i prema Ugovoru između RH i BiH o poticanju i uzajamnoj zaštiti ulaganja.
Razvijeno je rudarstvo, crna metalurgija i proizvodnja čelika, proizvodnja aluminija, strojogradnja, papirna, tekstilna i drvna industrija (45% teritorija pod šumama). Tu se još mogu navesti i automobilska industrija, proizvodnja duhana, namještaja i prerada nafte. Trgovačka razmjena između dva entiteta uspostavljena je tek 1998.
U Zavidovićima i Vitezu se proizvodi namještaj, a u Banjoj Luci i Prijedoru celuloza. U nižim predjelima rastu hrast i bukva, a u višim jela, smreka te crni i bijeli bor. Najviše listopadne šume ima Posavina.
U BiH postoje nalazišta kamene soli (Tuzla), gipsa (npr. Kupres, Foča, Jajce), željeza (npr. Vareš), boksita (u blizini Širokog Brijega, Jajca, Čitluka i drugih gradova) itd.
Razvijeni su planinski, vjerski, ljetni, seoski i zdravstveni turizam. U veće poznate planine ubrajaju se Igman, Vlašić, Bjelašnica, Treskavica itd. Termalni izvori smješteni su u Tešnju, Kiseljaku, Laktašima, Višegradu i drugim naseljima. U Hercegovini se nalaze Neum koji izlazi na Jadransko more te Međugorje koje je poznato po Gospinom ukazanju.

### Uvoz i izvoz
Glavni izvozni partneri su Italija (29%), Hrvatska (18,5%), Njemačka (17,3%), Austrija (9,3%) i Slovenija (6,7%), a glavni uvozni partneri su Hrvatska (24,3%), Slovenija (15,5%), Njemačka (13,6%), Italija (12%), Mađarska (7,6%), i Austrija (6,6%).